# Глобальна школа THINK
Глобальна школа THINK (англ. THINK Global School (TGS)) — приватна міжнародна школа-інтернат, яка, згідно з фізичною адресою, розташована у Нью-Йорку, однак, уроки якоі відбуваються по всьому світі. Від Берліна до чайних плантацій на гірських схилах в Індії, і від лабораторій найкращих університетів світу до трюму піратського судна-музею. 

## Коротка історія
Школу започаткувала Джоанн МакПайк, фотографка-мандрівниця, меценатка, що розмовляє двома мовами, є громадянкою двох держав, проживала у семи та побувала у більше, ніж ста країнах світу. Власний спосіб мислення та думки, ілюстровані фотографічними роботами, опублікувала у настільній книжці «THINK».
Її син Алекс подорожував разом з мамою та батьком Гаррі, а до 14-річного віку встиг побувати більш ніж у 70 країнах. Щойно Алекс доріс до того, щоб тримати ручку, мама почала закликати свого сина вести щоденник та описувати й замальовувати свої подорожі, та прищеплювала йому цінності співпереживання світу як його громадянину і мислителю.
Із дорослішанням Алекса сім'я почала пошуки середньої школи, яка змогла б надати йому глобальні знання та долучити його до світових цінностей у поєднанні із можливістю подорожей. Не знайшовши жодної школи, вони вирішили заснувати свою, у якій подорожі, занурення у світове культурне середовище і співпереживання з усіма проблемами світу слугуватимуть основними цінностями. Школа також мала за мету виховування громадян світу.
Основою для проєкту послужила приватна школа-інтернат, офіційно зареєстрована і створена у 2009 році. Уже у вересні 2010 року «Глобальна школа THINK» поширилася на глобальний світ для 15 учнів із 11 країн світу. Перший навчальний семестр розпочався у Швеції. З тих пір учні «мандрівної середньої школи» встигли повчитися на всіх континентах земної кулі, окрім Антарктиди.

## Опис

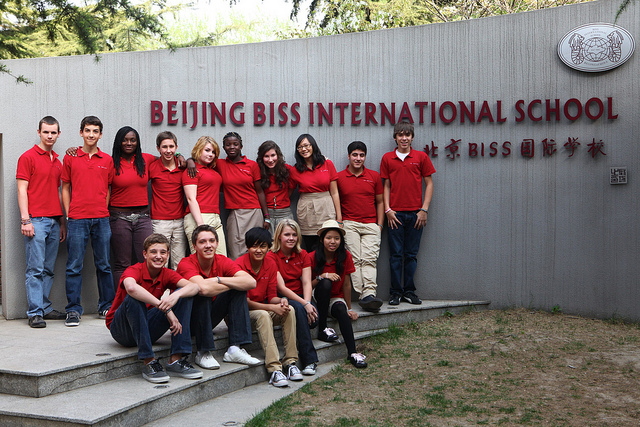
Учні TGS в гостях у Британської міжнародної школи в Пекіні

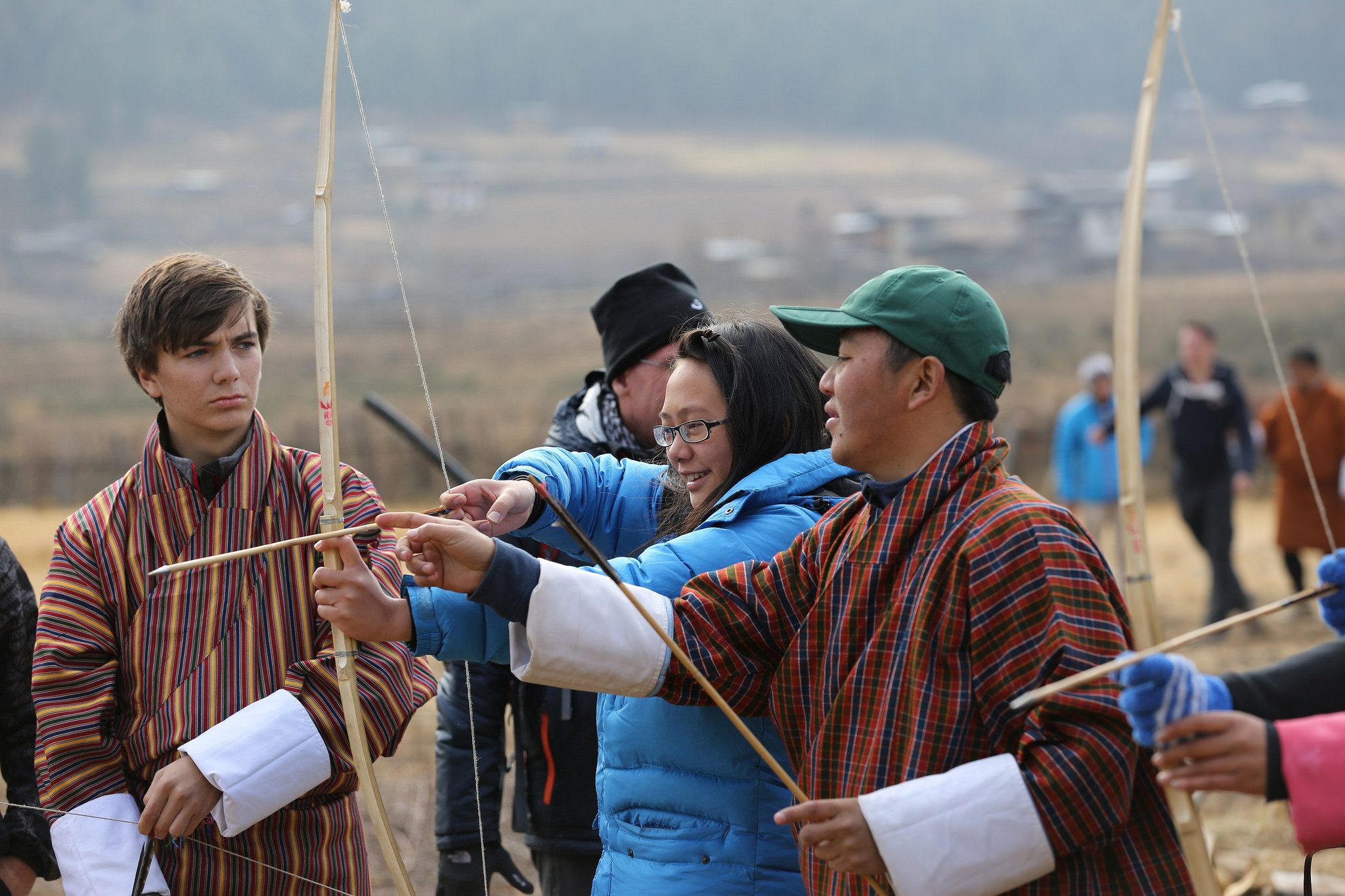
Навчання стрільбі з лука у Бутані

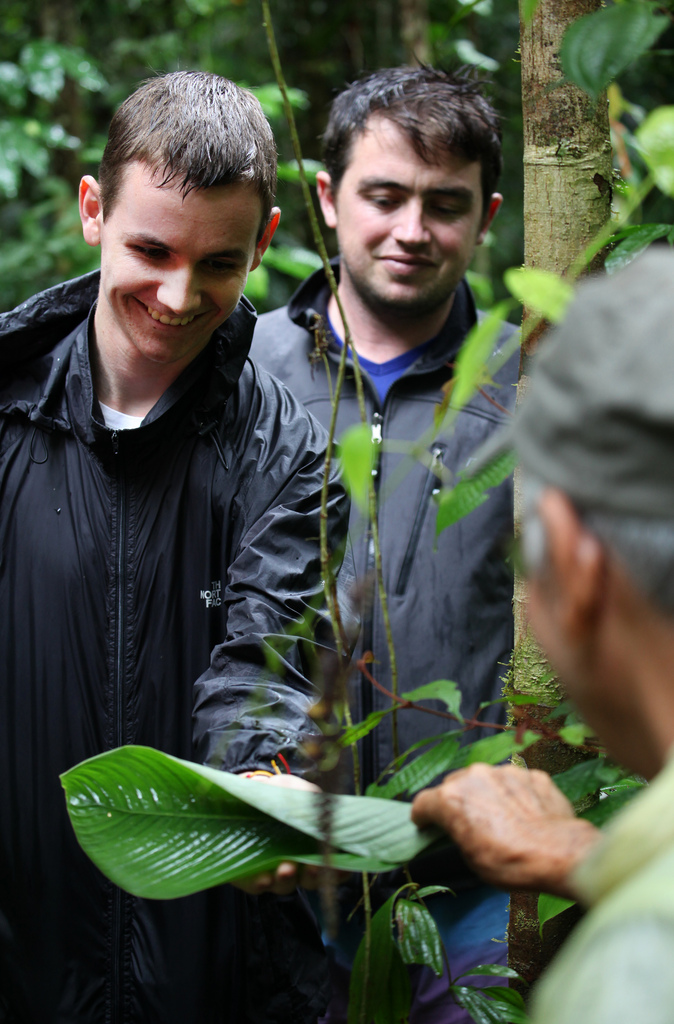
Вивчення біології у дощових лісах Амазонки

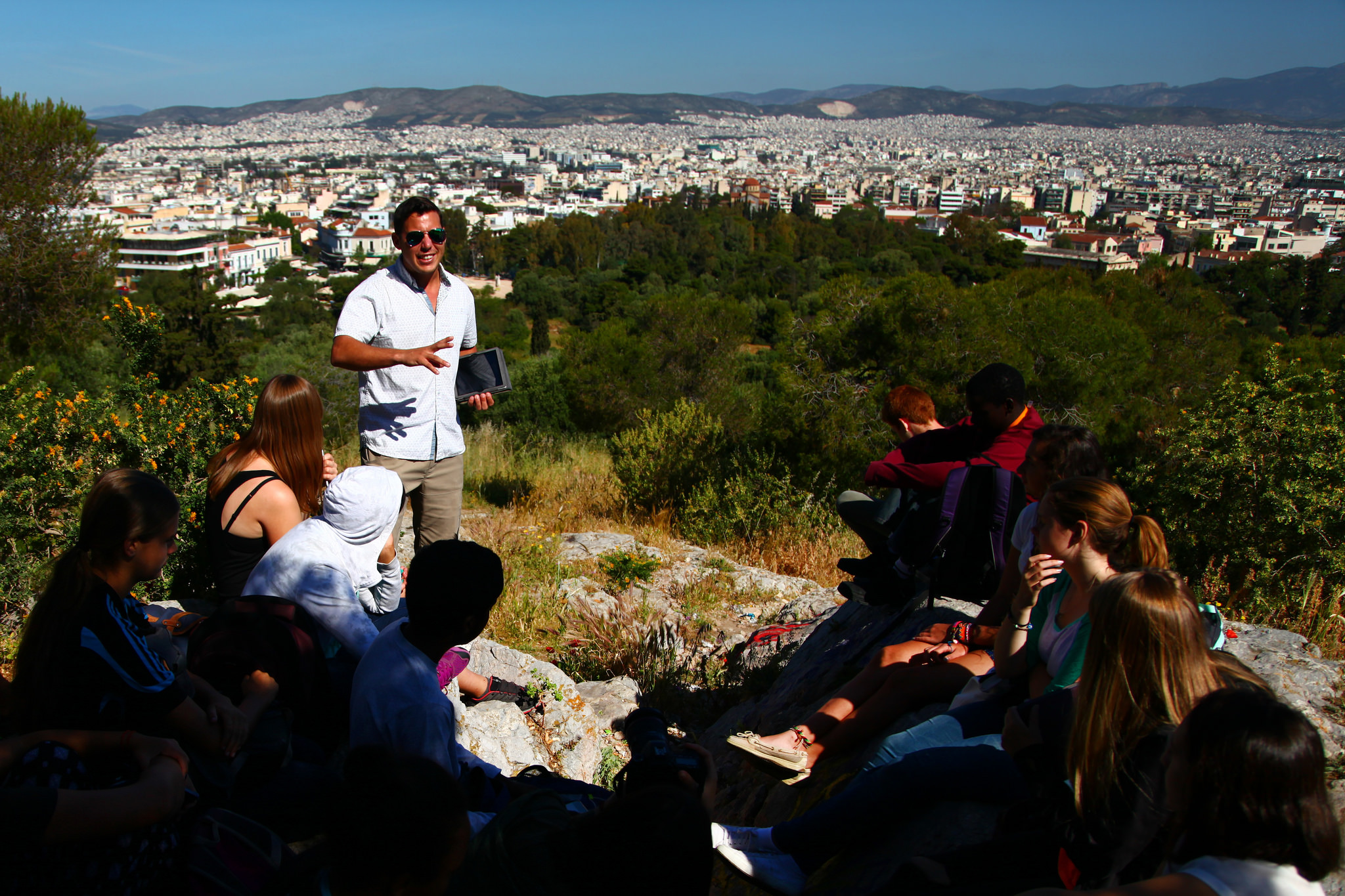
Вчитель Нік Мартіно веде урок з демократії у класі на відкритому повітрі в Афінах, Греція

Школа забезпечує навчання учнів старших класів протягом трьох навчальних років. По зарахуванні у школу кожен учень отримує три інструменти, які надають можливість досягти інтелектуальних і творчих вершин: iPhone, IPad та MacBook Pro. Ці інструменти, разом із їх програмним забезпеченням, надають можливість учням інтернату навчатися, заміняючи традиційні зошити, щоденники, підручники і бібліотеки, та спілкуватися із усім світом і, у першу чергу, із своїми родинами та батьками, залучати їх до процесу навчання і виховання та до спілкування із вчителями, до участі у віртуальних батьківських зборах чи у конференціях через Скайп.
Протягом навчального року учні школи навчаються у чотирьох країнах, переїжджаючи із країни в країну, із континенту на континент. Таким чином, протягом трьох років навчання кожен з учнів має можливість навчатися у дванадцяти різних країнах світу на усіх континентах, за виключенням Антарктиди. У кожній з країн є, принаймні, одна школа, яка гостинно приймає мандрівних учнів. При цьому, і учні і педагоги не просто надають один одному допомогу, а і співпрацюють, спрямовуючи усі зусилля на покращення навчального процесу та його результатів.
У зв'язку із мандрівним характером школи і його навчального процесу навчальними класами для її учнів слугують:
- традиційні класні кімнати школи приймаючої сторони;
- інтернет-простір;
- музеї;
- культурні центри;
- наукові лабораторії;
- лекційні аудиторії;
- національні парки;
- віддалені та важкодоступні куточки світу;
- морські простори;
- племінні поселення;
- міські вулиці;
- торговельні заклади та ринки;
- храми та святині;
- університети;
- Модель Об'єднаних Націй (учнівський та педагогічний колектив школи) тощо

У процесі навчання учні можуть долати пороги, спускаючись по бурхливих білих водах річки Пакуаре, що у Коста-Риці, навчатися «зкручувати» суші у Кіото, збудувати школу в Танзанії, відвідати Монастир Тигриці у Бутані, розбити табір у племінному поселенні корінних жителів Австралії Йідінджи чи пробиратися через гірські провалля у Боснії. Такі заняття — це сплав практичної географії, біології, історії, соціології, іноземних мов та фізичного виховання. Учні школи знайомляться із життям підводного світу у «підводному класі» десь у районі Бар'єрного рифу, збираючи інформацію, скажімо про життя морських їжаків у середовищі їх проживання з тим, щоб потім у математичному класі із застосуванням методів математичного моделювання проаналізувати зібрану інформацію та синтезувати нові знання для вирішення практичних завдань.
Коли мова заходить про те, де проживатимуть учні, то не може бути однозначних і стандартних відповідей. Найчастіше це житлові приміщення тих шкіл-інтернатів, які їх приймають у своїй країні, хоча це можуть бути і тимчасово орендовані квартири у галасливому місті, бунгало в джунглях чи тимчасово розбитий табір у індіанському поселенні. Вчителі, що супроводжують учнів, зазвичай, проживають поряд із вихованцями і розділяють із ними усі тяготи мандрівного життя.
Харчування збалансоване, не менше, ніж триразове і, хоча і скоординоване медичним працівником школи, однак максимально охоплює специфіку кухні народів держав, у яких перебуває школа. У місцях стаціонарного перебування це приготовані закладами харчування страви, а у подорожах — це самотужки приготовані учнями і педагогами кулінарні шедеври. У цьому випадку, як і у великій родині, кожен намагається вразити своєю кулінарною майстерністю.
Учнями школи є відібрані на конкурсній основі старшокласники з усіх куточків земної кулі і усіх прошарків суспільства. Разом вони являють собою «модель» Організації Об'єднаних Націй, у якій представлені громадяни різних країн із широким спектром досвіду, талантів і інтересів. Вартість навчання за рік залежить від програми подорожей і коливається в межах 78~88 тис. доларів. Для того, щоб не обмежувати доступність навчання для дітей із незаможних родин, передбачені пільгові програми.

## Освітні програми
Освітні програми охоплюють процес навчання і виховання учнів від 15 до 19 років і включають:
- власні програми, які виховують і формують майбутнього громадянина світу і надають йому глобальні знання;
- освітні програми «Western Association of Schools and Colleges» (WASC) (укр. Західна асоціація шкіл та коледжів);[8]
- «IB Diploma Programme» (укр. Програма для здобуття диплома) — програма повної загальної середньої освіти, розроблена міжнародною некомерційною приватною освітньою фундацією International Baccalaureate, орієнтована на учнів старших класів.[9]

Школу вирізняє різноманіття іноземних мов, які вивчають її учні. Як правило, прибуваючи до тієї чи іншої країни перебування, учні вивчають її державну мову. Окрім цього, кожен із учнів може за власним бажанням вибрати ту іноземну мову, яку вивчатиме як «другу іноземну». Тільки у програмі International Baccalaureate та на рівні його вимог, окрім стандартних англійської, іспанської та німецької, вивчають такі екзотичні мови, як дзонг-ке, мандарин, іврит та чеську.